# Projet Pack Horse Library

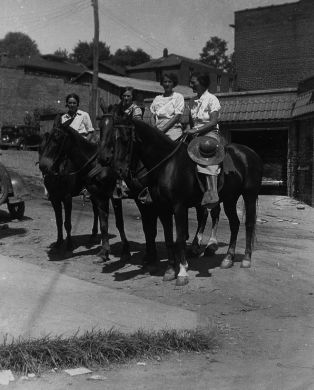
Bibliothécaires prêtes à distribuer des livres.

Le projet Pack Horse Library est un programme de la Work Projects Administration (WPA) qui a permis à des bibliothécaires à cheval de distribuer des livres aux habitants des régions reculées des Appalaches entre 1935 et 1943. Le projet est constitué de 30 bibliothèques, fournissant 100 000 personnes en livres ; il emploie environ 200 personnes, dont une grande majorité de femmes.

## Contexte
Dans le cadre de la Grande Dépression, et d'un grave manque de budget, l'American Library Association estime en mai 1936 qu'un tiers des Américains n'ont plus un accès « raisonnable » à une bibliothèque publique.
Dans le Kentucky, on recense 58 comtés n'ayant accès à aucun service de bibliothèque quel qu’il soit. Le projet de développement des bibliothèques de la WPA veut permettre aux citoyens l’accès aux ouvrages pouvant leur être utiles, et favoriser leur compréhension économique et politique de l’époque. Dès 1939, la WPA a établi 2300 nouvelles bibliothèques, et lancé plus de 5800 bibliothèques itinérantes.
La première bibliothèque du Kentucky voit le jour en 1796, lorsque des habitants de Lexington proposent la mise en place d’une bibliothèque pour la population, isolée des centres culturels du pays. Ce projet doit aussi bénéficier aux étudiants de l’Université de Transylvanie, dont la bibliothèque fondée la même année est à l’époque considérée comme insuffisante. En 1857, cette dernière est déclarée plus grande bibliothèque du Commonwealth.
Entre 1930 et 1935, plusieurs bibliothèques sont construites, d’autres s’agrandissent et des cours de bibliothéconomie sont offerts à l’Université du Kentucky.
En 1936, l’état dispose de 64 bibliothèques municipales. Aucun autre état du pays n’en compte davantage.
Néanmoins, l'Est rural du Kentucky est une zone géographiquement isolée du reste du pays. Avant la création de ce projet, beaucoup d'habitants des Appalaches n'ont pas du tout accès à des livres. On estime que le taux d'illettrisme dans cette région est d'environ 31%. Les gens qui vivent dans ces endroits presque inaccessibles voient l'éducation comme un moyen d'échapper à la pauvreté, et voudraient s'éduquer. Il existe des bibliothèques nomades créées par la Kentucky Federation of Women's Clubs dès 1896, le manque de routes et de villes entrave la création de services bibliothécaires dans l'Est de l'État. Les bibliothèques nomades arrêtent leur activité en 1933. Dans le Kentucky, au début des années 1930, 63 comtés n'ont aucun accès à un service de bibliothèque.
La première Pack Horse Library est créée à Paintsville en 1913 par May F. Stafford. Elle est soutenue par John C.C. Mayo, un propriétaire de mines de charbon, mais à sa mort en 1914, le programme n'est plus financé et doit s'interrompre. Elizabeth Fullerton, qui travaille au sein des projets des femmes et professionnels à la WPA, décide de réutiliser l'idée de Stafford. En 1934, un prêtre presbytérien qui s'occupe d'un centre communautaire dans le comté de Leslie offre sa bibliothèque à la WPA, à condition qu'elle finance un moyen de transport pour acheminer les livres vers les personnes qui n'y ont pas facilement accès. Ceci commence la première Pack Horse Library, administrée par la Federal Emergency Relief Administration (FERA), jusqu'à sa reprise par la WPA en 1935. En 1936, on compte huit bibliothèques actives.

## Programme
Le Projet Pack Horse Library est dirigé au niveau fédéral par Ellen Woodward, et est actif de 1935 à 1943. Les « femmes aux livres » sont embauchées par la WPA et payées environ 28 dollars par mois pour fournir des livres dans les Appalaches, à dos de cheval ou de mule. Elles livrent à la fois les foyers et les écoles.
La WPA ne prend en charge que les salaires de ses bibliothécaires. Les livres proviennent tous de donations. Les membres de la communauté sont également responsables de trouver un lieu de stockage pour les livres, et de fournir un bon matériel aux bibliothécaires à cheval. Chaque bibliothèque locale a un ou une bibliothécaire en chef qui s'occupe de la logistique et de quatre à dix bibliothécaires à cheval,. Les bibliothécaires recyclent des objets de tous les jours : des cartons à fromages pour le catalogue, des plaques d'immatriculation pliées comme serre-livres. Chaque mois, les bibliothécaires ont une réunion dans leur local. La plupart des personnes impliquées dans le projet sont des femmes, généralement les seules personnes à gagner un revenu dans leur famille.

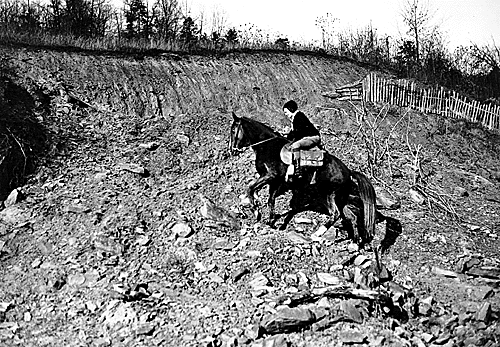
Bibliothécaire à cheval sur un chemin accidenté.

Les bibliothécaires nomades apportent leurs propres chevaux ou mules, parfois prêtés par des fermiers locaux. Certaines routes sont tellement raides qu'une bibliothécaire, Grace Caudill Lucas, raconte avoir dû guider son cheval dans des falaises. D'autres endroits sont remplis d'eau, et ses pieds gèlent parfois. Une autre bibliothécaire décide de faire les trente kilomètres de route à pied, après la mort de sa mule. Une bibliothécaire est accompagnée d'une mule si vieille qu'elle marche à côté d'elle plutôt que de la chevaucher. En un mois, en moyenne, les femmes parcourent 7 893 km. Leurs sacs à livres peuvent contenir environ 100 livres.
Une rotation des livres est mise en place entre les bibliothèques. Les livres sont choisis à la préférence des clients, mais les collections sont souvent centrées sur la littérature pour enfants. Maggie Mae Smith, superviseure à la bibliothèque Pack Horse du comté de Whitley, écrit que les enfants couraient en disant « Amenez-moi un livre à lire » vers les bibliothécaires. Pour les adultes, la collection inclut des livres sur l'actualité, l'histoire, la religion, et des biographies. Les livres les plus demandés sont la Bible et de la « littérature éducative ». D'autres livres populaires incluent Robinson Crusoé et les ouvrages de Mark Twain. Les femmes aiment lire des magazines illustrés et des livres sur la santé et l'éducation des enfants. La collection inclut également des recettes et des patrons de matelassage, que les femmes écrivent dans des grands classeurs qui sont partagés dans la région. Ces scrapbooks contiennent aussi des extraits d'autres livres et magazines, et à la fin du programme, plus de 200 livres écrits par les clientes et les bibliothécaires sont en circulation. En 1938, quatre rétroprojecteurs et 40 films sont achetés pour circuler dans les différentes bibliothèques : c'est pour beaucoup l'occasion de voir des images animées pour la première fois. Les livres sont tellement demandés qu'un jeune homme marche plus de dix kilomètres juste pour obtenir de nouveaux ouvrages. En 1936, environ 33 000 livres ont été partagés auprès de 57 000 familles. Les livres sont généralement prêtés pour une durée d'environ une semaine. À cause des collections parfois minimes et très demandées, les livres sont limités à un par lecteur ou bien trois par famille. Les usagers continuent le processus en s’échangeant les ouvrages entre eux avant le retour de la bibliothécaire.
Les associations de parents d'élèves,, et les clubs féminins du Kentucky aident beaucoup à financer l'achat de nouveaux livres,,. À Paintsville, les Filles de la Révolution Américaine aident à payer les frais de port des livres offerts. À la tête de la bibliothèque de Paintsville, Stafford demande également des livres en écrivant à l'éditeur de The Courier-Journal.
Le projet ne s'occupe pas que de la distribution de livres, mais donne aussi des leçons de lecture. Les bibliothécaires lisent également à voix haute pour certaines familles. Elles sont souvent considérées comme des éducatrices, apportant des nouvelles connaissances aux régions isolées. Pour le faire, elles doivent braver l'hostilité naturelle des communautés locales envers les étrangers : elles y arrivent tellement bien qu'une famille finit par refuser de changer de comté parce qu'il n'est pas desservi par le service.
En 1943, la WPA arrête de financer le programme. Les communautés locales essaient de le faire vivre, mais n'y parviennent pas sans financement. Les communautés rurales isolées devront attendre les années 1950 pour être à nouveau desservies par les bibliobus.

## Lieux concernés

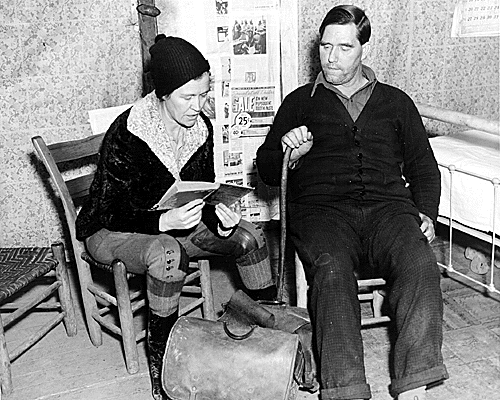
Une bibliothécaire lit un livre à haute voix pour un homme dans le Kentucky rural.

On compte environ 30 bibliothèques fournissant environ 100 000 personnes en livres dans les régions montagneuses. Les bibliothèques fournissent également 155 écoles des mêmes comtés en 1937.
Le premier endroit à avoir sa bibliothèque est le comté de Leslie et plus particulièrement la ville de Wooton. La collection est donnée par le prêtre Benton Deaton, qui démarre le projet.
Hindman est le lieu central d'une bibliothèque déjà ouverte en 1935. Le comté de Breathitt ouvre sa bibliothèque en 1935. En 1936, la WPA prépare l'ouverture d'une bibliothèque à Somerset, supervisée par Imogene Dutton. En 1937, le comté de Lee a une bibliothèque, comme le comté d'Owsley et le comté de Whitely (celle-ci est gérée par Maggie Mae Smith). Le 3 novembre 1938, Campbellsville ouvre la sienne, gérée par Louise S. Van Cleve. Burkesville en ouvre également une en 1938, avec une collection de 1000 livres et 3000 magazines. En 1938, Grace Moore Burchett organise un événement de donation de livres pour l'ouverture d'une bibliothèque dans le comté de Floyd,. En 1939, le comté de Greenup ouvre une bibliothèque, et celle de Morehead prend feu. En 1941, une bibliothèque existe dans le comté de Martin.
Le comté de Letcher a également sa propre bibliothèque, comme la ville de Pikeville dont la bibliothèque est gérée par Naomi Lemon. L'école de Pine Mountain sert de quartier général pour la bibliothèque du comté de Harlan, ouverte en 1937. Elle est supervisée par Ann Richards, une employée de la WPA.
Une autre bibliothèque, dans le comté de Laurel, est gérée par Ethel Perryman, une directrice locale de la division féminine de la WPA. La ville de London, dans le comté, sert aussi de centre de don majeur. Paintsville ressuscite également son projet, sous l'égide de May F. Stafford. Cette bibliothèque regroupe 5 000 livres en 1938 : l'entretien du lieu coûte environ 40 dollars par mois.
Un centre majeur de gestion est ouvert à Lexington.

## Influences du projet
Les populations vivant dans les montagnes sont depuis toujours très isolées. La plupart n’ont jamais mis les pieds dans une bibliothèque, et certains ne connaissent même pas l’existence de bibliothèques itinérantes. L’industrialisation du pays renforce le sentiment d’isolement, et l’hostilité des habitants du Kentucky envers l’extérieur. En employant des locaux, la WPA permet de développer et d’entretenir la confiance entre les bibliothécaires et les populations. Les bibliothécaires développent un lien entre les familles, permettant de réduire le sentiment d’isolement de ces communautés.
Très vite, le projet a du succès parmi la population. La littérature jeunesse est très prisée, notamment car elle est facile d’accès aux populations avec un faible niveau de lecture, permettant ainsi d’améliorer leurs compétences. Le programme devient une source de connaissances pour les enfants comme pour les adultes. Cette éducation permet une meilleure qualité de vie, car les populations peuvent à présent s’informer sur la santé, ou l’hygiène, par exemple. Ce progrès permet à certains de trouver du travail, ou même d’aller étudier loin de chez eux, dans des régions parfois découvertes grâces aux ouvrages distribués par la Pack Horse Library.
Les bibliothécaires de la Pack Horse Library comprennent rapidement que, pour que le programme ait du succès, il doit devenir plus que sa fonction originale. Elles font la lecture, livrent parfois des médicaments, ou encore des messages pour tenir informées les différentes communautés. Cette adaptabilité permet au programme de répondre à davantage de besoins, développant à la fois littératie et la qualité de vie des populations. Nofcier, présidente de l’association des bibliothèques du Kentucky en 1939, organise également des formations pour les bibliothécaires, leur enseignant la reliure ou la réparation d’ouvrages.
Malgré la fin précipitée du programme avec le démantèlement de la WPA, certaines collections transitent vers de petites librairies, comme à Beattyville, siège du comté de Lee. Néanmoins, ces collections ne disposent plus de leur avantage premier : leur mobilité, et la plupart des usagers ne peuvent pas se permettre de se rendre aussi régulièrement en ville que ne le faisaient les bibliothécaires à cheval. Le comté de Lee devra attendre 1950 pour retrouver l’accès aux bibliothèques itinérantes avec l’arrivée des bibliobus. D’autres comtés tentent de préserver leurs bibliothèques itinérantes, comme les comtés de Jackson ou Rockcastle, mais la livraison n’est pas aussi efficace.
Malgré le succès évident du programme, les politiciens locaux sont peu enclins à aider les services de bibliothèque. Même les comtés disposant de conseils spécialisés comme le comté de Laurel éprouvent des difficultés à rassembler des fonds et du soutien politique pour développer leurs bibliothèques. Dans de nombreux cas, ce sont les communautés elles-mêmes qui tentent de préserver le service. La Women’s Club of London, Kentucky, par exemple, réussit à obtenir une autorisation pour ré-ouvrir une bibliothèque en 1945.
Malheureusement, aucune de ces tentatives n’égalent le projet Pack Horse Library. Le programme est décrit comme “l’un des plus ambitieux de la WPA, apportant des livres là où ils étaient nécessaires, et offrant des bibliothèques là où il aurait été impossible d’en créer autrement".
Dans la plupart des comtés du Kentucky, ce sont les bibliothèques itinérantes qui ont influencé le développement des bibliothèques publiques.
Aujourd’hui, le Kentucky demeure l’État des États-Unis avec le plus de bibliobus.

## Postérité

### Dans la littérature
- That Book Woman (2008), par Heather Henson, illustré par David Small, est un livre pour enfants qui présente le projet[69].
- Down Cut Shin Creek (2010), par Kathi Appelt et Jeanne Cannella Schmitzer, est un livre documentaire qui retrace l'histoire des femmes du projet[70].
- The Great Depression for Kids (2015), Cheryl Mullenbach, également pour les enfants[71].
- Le vent nous portera (The Giver of Stars) (2019), par Jojo Moyes, est un roman qui met en scène les aventures de cinq bibliothécaires de ce projet[72].

On retrouve aussi des poèmes sur les bibliothécaires du projet.